# Paula Karpinski
Paula Elise Karpinski z domu Thees (ur. 6 listopada 1897 w Hamburgu, zm. 8 marca 2005 tamże) – niemiecka polityk, działaczka SPD, senator Hamburga ds. młodzieży (1946-1953; 1957-1961).

## Życiorys
Od 1914 była członkinią partii socjaldemokratycznej (SPD). W latach 1928–1933 i po 1945 (do lat 60.) wchodziła w skład władz lokalnych partii w Hamburgu. W 1931 po raz pierwszy zasiadła w parlamencie Hamburga. Zajmowała się głównie sprawami kobiet. Po delegalizacji partii w 1933 straciła stanowisko, w okresie władzy faszystowskiej działała nielegalnie; po nieudanym zamachu na Hitlera w lipcu 1944 więziona przez kilka tygodni w obozie koncentracyjnym KZ Fuhlsbüttel.
W 1946 odzyskała miejsce w parlamencie Hamburga. Burmistrz Max Brauer powierzył jej w 1946 stanowisko senatora ds. młodzieży; była tym samym pierwszą kobietą, która pełniła funkcję ministerialną w rządzie lokalnym w Niemczech. Dzięki jej staraniom Hamburg był pierwszym wielkim niemieckim miastem, które objęło planem odbudowy także m.in. place zabaw dla dzieci. Pełniła funkcję senatora ds. młodzieży do 1953 i ponownie w latach 1957–1961. W 1967, rok po wycofaniu się z aktywnego życia politycznego, została uhonorowana jednym z najwyższych odznaczeń Hamburga – Medalem Burmistrza Otto Stoltena. Przez wiele lat pozostawała autorytetem socjaldemokracji w sprawach społecznych.
Jej mężem był niemiecki architekt i działacz SPD Carl Karpinski (1896-1976).
W 2003 lokalne kierownictwo SPD ufundowało nagrodę imienia Pauli Karpinski, przyznawaną co dwa lata za zasługi w pracy na rzecz młodzieży w Hamburgu.